# Bolívar Echeverría
Bolívar Vinicio Echeverría Andrade (Riobamba, 1941 – Cidade do México, 5 de junho de 2010) foi um filósofo latino americano de origem equatoriana e naturalizado mexicano. Foi professor emérito da Faculdade de Filosofia e Letras da Universidad Nacional Autónoma de México (UNAM).

## Biografia
Bolívar estudou filosofia na Universidade Humboldt de Berlim e na Universidad Nacional Autónoma de México, onde também estudou economia. Teve participação nos movimentos estudantis da Alemanha dos anos de 1960.
Nos anos de 1970, passou a morar no México, onde viveu e trabalhou como tradutor, continuando seus estudos em filosofia e economia e foi quem conduziu um seminário de leitura sistemática da obra O Capital de Karl Marx, por seis anos. Desde então, foi acadêmico na Faculdade de Filosofia e Letras da UNAM, onde fundou revistas culturais e políticas, como Cuadernos Políticos, entre 1974 até 1989; Palos de la Crítica entre 1980 até 1981; Economia Política (México 1976-1985); e Ensaios (1980-1988).
Era membro do conselho editorial de revistas como a Theoria e Contra-histórias, de 1991 até a sua morte; e O outro olhar de Clío, de 2003 até a sua morte. Bolívar Echeverría casou-se com a professora da Faculdade de Filosofia e Literatura da UNAM Raquel Serur.
Bolívar Echeverría morreu na Cidade do México na data de  5 de junho de 2010, devido a um ataque cardíaco.

## Produção
Sua pesquisa centrou-se na leitura do existencialismo de Jean-Paul Sartre e Martin Heidegger, na crítica da economia política de Karl Marx e no desenvolvimento da teoria crítica da Escola de Frankfurt, bem como nos fenômenos culturais e históricos da América Latina. A partir dessas investigações sob uma perspectiva latino americana, ele formulou sua crítica da modernidade capitalista e sua teoria do ethos barroco como uma forma de resistência cultural na América Latina, para uma possível e desejável "modernidade alternativa", isto é, uma "modernidade não capitalista".

### Obras

#### Livros
- El discurso crítico de Marx, México: Era, 1986. Reedición en FCE, 2017.
- Conversaciones sobre lo barroco, México: UNAM, 1993.
- Circulación capitalista y reproducción de la riqueza social. Apunte crítico sobre los esquemas de K. Marx, México: UNAM / Quito: Nariz del diablo, 1994.
- (comp.), Modernidad, mestizaje cultural y ethos barroco, México: UNAM / El Equilibrista, 1994.
- Las ilusiones de la modernidad, México: UNAM / El equilibrista, 1995.
- Valor de uso y utopía, México: Siglo XXI, 1998.
- La modernidad de lo barroco, México: Era, 1998.
- La contradicción de valor y valor de uso en El Capital, de Karl Marx, México: Itaca, 1998.
- Definición de la cultura, México: Itaca, 2001.
- (comp.), La mirada del ángel. En torno a las Tesis sobre la historia de Walter Benjamin, México: Era, 2005.
- Vuelta de siglo, México: Era, 2006.
- (comp.), La americanización de la modernidad, México: Era, 2008.
- ¿Qué es la modernidad?, México: UNAM, 2009.
- Modernidad y blanquitud, México: Era, 2010.
- Siete aproximaciones a Walter Benjamin, Bogotá: Desde Abajo, 2010.
- El materialismo de Marx. Discurso crítico y revolución, México: Itaca, 2011.
- Modelos elementales de la oposición campo-ciudad. Anotaciones a partir de una lectura de Braudel y Marx, México: Itaca, 2013.

#### Ensaios
- Imágenes de la "blanquitud" en Sociedades icónicas. Historia, ideología y cultura en la imagen, Siglo XXI, México 2007.

## Honrarias

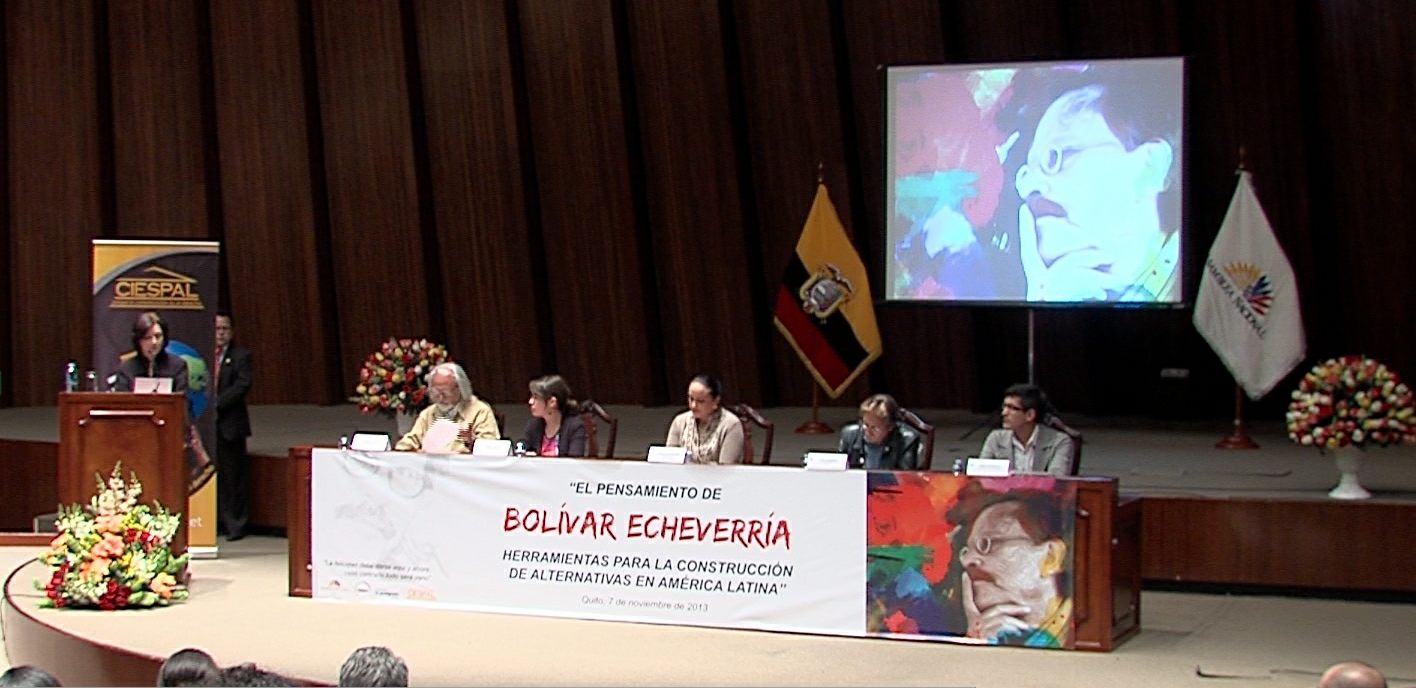
Sendo pensamento sendo debatido na Assembleia Nacional do Equador.

O pensamento crítico de Bolívar Echeverría e seu impacto nos processos de transformação da América Latina foi analisado e debatido na Assembleia Nacional do Equador.
Entre os prêmios que recebeu estão: Universidade Nacional de Ensino (México, 1997),  Prêmio Pio Jaramillo Alvarado (FLACSO-Quito, 2004), Prêmio Libertador Simón Bolívar e Prêmio Caracas (ambos em 2006).